# Artemis Schoten Korfbal Club
Artemis Schoten KC, beter bekend als ASKC, is een Belgische korfbalclub uit Schoten. De club werd opgericht in 1998 en komt uit in de Hoofdklasse 1 (veld) en de Promokorfbal League (zaal) van de Koninklijke Belgische Korfbalbond (KBKB). De accommodatie van de club is gelegen in sportcomplex De Zeurt. Het is de grootste korfbalclub van België qua leden.

## Geschiedenis
De club is ontstaan uit de fusie van Artemis KC uit Brasschaat en Schoten KC in 1998.
In 2008 dwong de fusieclub de promotie naar eerste klasse af in de veldcompetitie en in 2010 promoveerden ze in de zaalcompetitie naar de Promokorfbal League.